# Sebastian Urzendowsky
Sebastian Urzendowsky, född 28 maj 1985 i Berlin, är en tysk skådespelare. 
Urzendowsky har bland annat medverkat i filmerna Falskmyntarna samt The Way Back. Han är också med i flera tv-serier såsom Tornet, Babylon Berlin och Vi barn från Bahnhof Zoo, där även hans syster Lena Urzendowsky medverkar.

## Tv-serier/filmer (urval)
- 2007: Falskmyntarna
- 2010: The Way Back
- 2012: Tornet (TV-serie)
- 2016: NSU-Hatets underjord (Mitten in Deutschland: NSU)
- 2017–2022: Babylon Berlin
- 2020: Kappvändaren
- 2021: Vi barn från Bahnhof Zoo (TV-serie)

## Källhänvisningar
1. ↑  Behind Closed Doors in Both Berlins